# Mandala (telenovela)
Mandala é uma telenovela brasileira produzida e exibida pela TV Globo de 12 de outubro de 1987 a 13 de maio de 1988, em 185 capítulos. Substituiu O Outro e foi substituída por Vale Tudo, sendo a 38.ª "novela das oito" produzida pela emissora.
Sua história central é uma livre adaptação da peça de teatro Édipo Rei, tragédia grega de Sófocles. A sinopse e os primeiros capítulos foram criados e escritos por Dias Gomes com colaboração de Marcílio Moraes, que posteriormente escreveu o desenrolar e o fim da trama junto a Lauro César Muniz. A direção é de Ricardo Waddington (também na direção geral), José Carlos Pieri e Fábio Sabag.
Conta com as atuações de Vera Fischer, Felipe Camargo, Carlos Augusto Strazzer, Nuno Leal Maia, Raul Cortez, Gianfrancesco Guarnieri, Célia Helena e Gracindo Júnior nos papeis principais.

## Sinopse
Rio de Janeiro, 1961. A estudante de Sociologia Jocasta, filha do militante comunista Túlio Silveira, tem 18 anos e participa ativamente do momento político do país, abalado pela renúncia do presidente Jânio Quadros. Ela é apaixonada por Laio, o seu oposto, rapaz alienado e esotérico que vive da mesada do pai rico, o empresário Michel Lunardo.
Místico, Laio não dá um passo sem consultar seu guru e amigo Argemiro, a quem recorre quando recebe a notícia da gravidez de Jocasta. Os búzios mostram que seu filho irá matá-lo e que terá uma relação amorosa com a mãe. Assustado, Laio some com a criança assim que ela nasce, com a cumplicidade de Argemiro — que ama Laio e odeia Jocasta.
Vinte e cinco anos depois, Jocasta é uma mulher bem-sucedida, mas inquieta, à procura do filho desaparecido. Ela está separada de Laio, que nos últimos anos expandiu a fortuna do pai ligando-se ao jogo clandestino. Em uma estrada, ele encontra Édipo, sem saber que é seu filho. Após uma discussão com o rapaz, Laio despenca de uma ribanceira e morre.
Enquanto é cortejada pelo bicheiro Tony Carrado, sujeito grosseirão, mas boa-praça, Jocasta se apaixona pelo jovem Édipo, sem suspeitar que ele é, na realidade, o seu filho perdido. Criado por um casal que não podia ter filhos, Édipo é dotado de poderes paranormais. Futuramente, ele terá de enfrentar Argemiro, em uma batalha entre o bem e o mal.

## Elenco
| Ator/Atriz              | Personagem                      |
| ----------------------- | ------------------------------- |
| Vera Fischer            | Jocasta Silveira                |
| Felipe Camargo          | Édipo Junqueira                 |
| Carlos Augusto Strazzer | Argemiro                        |
| Nuno Leal Maia          | Antônio Carrado (Tony Carrado)  |
| Raul Cortez             | Pedro Bergman                   |
| Lúcia Veríssimo         | Letícia Ramalho                 |
| Gianfrancesco Guarnieri | Túlio Silveira                  |
| Perry Salles            | Laio Lunardo                    |
| Célia Helena            | Ceres Silveira                  |
| Gracindo Júnior         | Creonte Silveira                |
| Ângela Leal             | Mercedes Junqueira              |
| Oswaldo Loureiro        | Américo Junqueira               |
| Imara Reis              | Vera                            |
| Osmar Prado             | Gerson Silveira                 |
| Bia Seidl               | Mariana                         |
| Paulo Gracindo          | Petronílio Silveira (Vovô Pepê) |
| Yara Côrtes             | D. Conchita                     |
| Ilka Soares             | Lena                            |
| Milton Gonçalves        | Apolinário Santana              |
| Aída Leiner             | Eurídice Barbosa Santana        |
| Grande Otelo            | Jonas Caetano Barbosa           |
| Ruth de Souza           | Maria José Barbosa (Zezé)       |
| Aracy Cardoso           | Flora                           |
| Betina Viany            | Ondina (Madame Lorrain)         |
| Jayme Periard           | Miguel                          |
| Jandir Ferrari          | Toninho Carrado                 |
| Betty Erthal            | Dalva                           |
| Lupe Gigliotti          | Dona Severina                   |
| Fafy Siqueira           | Jupira                          |
| Carlos Kroeber          | Dr. Henrique                    |
| Reynaldo Gonzaga        | Fernando (Nando)                |
| Maria Alves             | Carmem Barbosa Santana          |
| Marcos Breda            | Hans                            |
| Antonio Grassi          | Zé Mário                        |
| Chico Tenreiro          | Pinto                           |
| Luiz Magnelli           | Soneca                          |
| Felipe Martins          | Wanderley                       |

### Participações especiais
- Giulia Gam - Jocasta
- Taumaturgo Ferreira - Laio
- Suzana Faini - Glória Lunardo (mãe de Laio)
- Walmor Chagas - Michel Lunardo
- Marco Antônio Pâmio - Argemiro
- Marcos Palmeira - Creonte
- George Otto - Perito criminal
- Deborah Evelyn - Vera
- Lília Cabral - Lena
- Mauro Mendonça - Adroaldo (pai de Vera)
- Chico Diaz - Rafael
- Fernando Amaral - Dr. Washington
- Beatriz Lyra - Estela (mãe de Vera)
- Daniel Dantas - Otávio
- Paulo César Pereio - Capitão (contrabandista)
- Danton Mello - Gerson
- Marina Miranda - Empregada doméstica da família de Jocasta
- Carlos Wilson - Pai de santo de Laio
- Luiz Sérgio Lima e Silva - Dirigente do Partido Comunista
- Daniel Trindade - Jorge
- Ana Luiza Folly - Lurdes (secretária de Laio)
- Júlio Levy - Mordomo de Michel
- Schulamith Yaari - Lucrécia
- Marcelo Picchi - Chris
- Rubens Corrêa - Dr. Lanes (analista de Édipo)
- Yara Amaral - Mãe de Rafael
- Castro Gonzaga - Gilberto
- Francisco Milani - Efigênio
- Breno Bonin - Luís
- Gisela Arnoud - Luciana
- Esmeralda Hannah - Marli
- Rejane Goulart - Beatriz
- Walney Costa - Sinésio
- Luciana Fontenelli - Isabel
- Anna Gallo - Marlucy
- Cleonir dos Santos - Fiapo
- Theresa Mascarenhas - Marcene
- Christovam Netto - Tico-Tico
- Paulo Camargo - Marcos

## Produção
O enredo transporta o mito de Édipo para o Rio de Janeiro do século XX. O ponto de partida é baseado na tragédia grega Édipo Rei, de Sófocles. Mandala foi escrita por Dias Gomes até o capítulo 35. O autor foi substituído por Marcílio Moraes, que contou com a colaboração de Lauro César Muniz para escrever os capítulos finais da telenovela. Lauro ajudou a escrever os capítulos finais, mas não foi creditado por seu trabalho. Fabio Sabag integrou o núcleo de diretores quando a telenovela já estava no ar.
Na época em que Mandala foi ao ar, a história teve problemas com a Censura Federal, que chegou a vetar a sinopse da telenovela, alegando que a história tratava de temas impróprios para o horário das oito, como incesto, uso de drogas e bissexualidade. A Globo se comprometeu em fazer alterações no roteiro original para que ela fosse liberada, o que acabou conseguindo, mas já com a telenovela no ar, a censura pretendia vetar um beijo entre Jocasta e Édipo. A alegação era de que a cena seria muito agressiva para os telespectadores. A cena era essencial para a trama, e a Globo novamente negociou, e conseguindo liberar a cena, com a emissora alegando que os personagens desconheciam sua condição de mãe e filho. Mas, para evitar um mal-estar com o governo e com o público, nenhuma cena ou sequer insinuação de ato sexual entre os dois foi planejada. Os primeiros capítulos de Mandala também tinham forte conotação política, o que também foi criticado pelos censores, e os autores foram obrigados a modificar o texto. O personagem de Gianfrancesco Guarnieri, Túlio Silveira, pai de Jocasta, um comunista que enfrentava vários problemas com a polícia e o governo, embora guardasse semelhanças com a vida de seu próprio intérprete, foi inspirado em Mário Lago, grande amigo do autor Dias Gomes.

### Gravação
Mandala teve cenas gravadas em Brasília, e algumas cenas exigiram uso de efeitos especiais, nas que Jocasta e Édipo têm visões e as de Argemiro, já que, além de ter poderes paranormais, o guru ficava sob uma pirâmide iluminada para se energizar.
Para as cenas de passagem de tempo, foram empregados recursos especiais. Uma sequência mostrava a orla de Botafogo, na Zona Sul do Rio de Janeiro, ganhando prédios e mais prédios até atingir a paisagem contemporânea. Para mostrar a mudança de época, utilizou-se uma maquete de cinco metros quadrados, gravada quase quadro a quadro, com o acréscimo progressivo de pequenas reproduções em papelão.
Dias Gomes escreveu Jocasta pensando em Dina Sfat para interpretá-la. A atriz não topou. Vera Fischer viveu a personagem. Dina, já debilitada pelo câncer de mama, fez Bebê a Bordo, em 1988, vindo a falecer pouco tempo após o término da telenovela.
O ator Nuno Leal Maia deu palpites à equipe de figurino em relação as características de seu personagem, o bicheiro Tony Carrado. Ele, que em 1985 já tinha feito um papel semelhante no cinema, em O Rei do Rio, de Fábio Barreto, acreditava ser interessante agregar colorido ao visual de Tony. A figurinista Sônia Soares recebia telefonemas de bicheiros e de pessoas ricas querendo saber como podiam conseguir aqueles ternos coloridos do personagem, que fez tanto sucesso.
Vera Fischer e Felipe Camargo viveram um romance dentro e fora da novela e acabaram se casando. Mandala costuma ser bastante lembrada por esse fato.

## Exibição

### Exibição internacional
Mandala foi exibida em países como Bolívia, Nicarágua, Paraguai, Peru, Portugal, República Dominicana e Venezuela.
Em Portugal, Mandala foi exibida apenas em 1994, pelo Canal 1 da RTP (Rádio Televisão Portuguesa), em horário nobre. Mandala tornou-se na primeira "telenovela das nove" exibida pela RTP a não liderar as audiências. No mesmo horário, era exibida Mulheres de Areia na SIC, primeiro canal privado português surgido em 1992. A Rede Globo, acionista da SIC, começou a vender a este canal as telenovelas mais recentes, obrigando a RTP a recuar a uma produção de 1987. Mandala substitui O Dono do Mundo e foi substituída por Fera Ferida, a última telenovela da Globo exibida pela RTP.

## Música
Uma das músicas da trilha, "O Amor e o Poder", versão de Cláudio Rabello para "Power of Love", da cantora americana Jennifer Rush, interpretada pela cantora Rosana (atualmente conhecida como Rosana Fienngo), se tornou um clássico na época. Outro destaque foi a canção Pra Sempre Vou Te Amar (Forever by Your Side) versão de Guto Angelicci e Carlos Kalunga da cantora Adriana foi um gigantesco sucesso no Brasil em todos programas de Tvs e rádios, teve reconhecimento e grande repercussão na mídia que foi tema do personagem de Nuno Leal Maia (Tony Carrado), que foi lançado na época a coletânea musical As Preferidas de Tony Carrado.

### Nacional
Capa: Vera Fischer
| N.º | Título                                 | Música                | Tema               | Duração |  |
| 1.  | "Mitos"                                | César Camargo Mariano | Abertura           | 2:02    |  |
| 2.  | "Viagem ao Fundo do Ego"               | Egotrip               | Édipo              | 3:44    |  |
| 3.  | "Dou-Não-Dou"                          | Djavan                | Laio               | 2:35    |  |
| 4.  | "O Amor e o Poder (The Power Of Love)" | Rosanah Fienngo       | Jocasta            | 4:01    |  |
| 5.  | "Bobo da Corte"                        | Alceu Valença         | Vovô Pepê          | 2:46    |  |
| 6.  | "Um Dia, Um Adeus"                     | Guilherme Arantes     | Vera               | 2:37    |  |
| 7.  | "Meu Mestre Coração"                   | Milton Nascimento     | Gerson             | 3:25    |  |
| 8.  | "A Paz"                                | Zizi Possi            | Letícia            | 3:25    |  |
| 9.  | "Eu Já Tirei A Tua Roupa"              | Wando                 | Tony Carrado       | 3:50    |  |
| 10. | "Personagem"                           | Fafá de Belém         | Mercedes e Américo | 3:24    |  |
| 11. | "Eu Quero o Absurdo"                   | Tânia Alves           | Eurídice           | 2:56    |  |
| 12. | "Tempo de Don Don"                     | Zeca Pagodinho        | Apolinário         | 3:20    |  |
| 13. | "Preconceito"                          | Via Negromonte        | Marlucy            | 2:30    |  |
| 14. | "Perdão"                               | Areia Quente          | Débora             | 3:02    |  |
| 15. | "Eu Já Sei"                            | Garotos da Rua        | Toninho            | 3:05    |  |
| 16. | "Uma Mulher" (part. Léo Gandelman)     | César Camargo Mariano | Jocasta e Édipo    | 2:53    |  |

### Internacional
Capa: Lúcia Veríssimo
| N.º | Título                                   | Música               | Tema                     | Duração |  |
| 1.  | "A Matter Of Feeling"                    | Duran Duran          | Toninho e Marlucy        | 3:40    |  |
| 2.  | "Didn't We Almost Have It All"           | Whitney Houston      | Jocasta                  | 4:10    |  |
| 3.  | "Sugar Free"                             | Wa Wa Nee            | Geral                    | 3:35    |  |
| 4.  | "With or Without You"                    | U2                   | Geral                    | 3:24    |  |
| 5.  | "Nothing's Gonna Change My Love For You" | Glenn Medeiros       | Letícia                  | 3:45    |  |
| 6.  | "Bitter Fruit"                           | Little Stevens       | Geral                    | 4:00    |  |
| 7.  | "No Conversation"                        | View From The Hill   | Vera                     | 2:56    |  |
| 8.  | "Luka"                                   | Suzanne Vega         | Geral                    | 3:49    |  |
| 9.  | "Never Say Goodbye"                      | Bon Jovi             | Gerson e Mariana         | 3:55    |  |
| 10. | "Lost In Emotion"                        | Lisa Lisa & Cult Jam | Solange                  | 3:47    |  |
| 11. | "I've Been In Love Before"               | Cutting Crew         | Tony Carrado             | 3:44    |  |
| 12. | "Let The Sun Shine In Your Heart"        | Wind                 | Édipo                    | 3:02    |  |
| 13. | "I Think We're Alone Now"                | Tiffany              | Geral                    | 3:44    |  |
| 14. | "Songbird"                               | Kenny G.             | Jocasta, Édipo e Letícia | 3:23    |  |

### As 'Preteridas' de Tony Carrado
Capa: Nuno Leal Maia
| N.º | Título                                          | Música           | Tema | Duração |  |
| 1.  | "Eu Já Tirei A Tua Roupa"                       | Wando            |      |         |  |
| 2.  | "Meu Dilema"                                    | Fafá de Belém    |      |         |  |
| 3.  | "Feristes Um Coração"                           | Zeca Pagodinho   |      |         |  |
| 4.  | "A Semente"                                     | Bezerra da Silva |      |         |  |
| 5.  | "Nossa História de Amor"                        | Gilson           |      |         |  |
| 6.  | "Parabéns Pra Você"                             | Dicró            |      |         |  |
| 7.  | "Pra Sempre Vou Te Amar (Forever by Your Side)" | Adriana          |      |         |  |
| 8.  | "Estrada do Coração"                            | Agepê            |      |         |  |
| 9.  | "Liga Pra Mim"                                  | Gilberto Lemos   |      |         |  |
| 10. | "Boêmio"                                        | Emílio Santiago  |      |         |  |
| 11. | "Na Certeza da Paz"                             | Almir Guineto    |      |         |  |
| 12. | "O Amor e o Poder (The Power Of Love)"          | Rosana           |      |         |  |

## Recepção
Mandala teve uma média em torno de 56 pontos no IBOPE, terminando por ser esticada em mais 12 capítulos e terminou em uma sexta-feira, dia 13. No sábado, o último episódio foi reprisado. Ela foi uma telenovela polêmica que tratava de vários temas fortes, como incesto, misticismo, bissexualidade, repressão política, jogo clandestino, racismo, alcoolismo, drogas e, pelo teor de sua sinopse, chegou até a ser vetada pela terminal porém ainda ativa Censura Federal do governo José Sarney para o horário nobre das oito e meia da noite. Após alguns reparos feitos por Dias Gomes e negociações entre a cúpula da Globo e o governo federal, a trama foi finalmente liberada.